# Saint-Gengoux-de-Scissé
Saint-Gengoux-de-Scissé este o comună în departamentul Saône-et-Loire, Franța. În 2009 avea o populație de 594 de locuitori.

## Evoluția populației
| An        | 1975 | 1982 | 1990 | 1999 | 2006 | 2009 |
| --------- | ---- | ---- | ---- | ---- | ---- | ---- |
| Populație | 519  | 548  | 527  | 531  | 576  | 594  |